# Мальцев, Леонид Семёнович
Леони́д Семёнович Ма́льцев (бел. Леанід Сямёнавіч Мальцаў; род. 29 августа 1949, деревня Ветеневка, Слонимский район, Гродненская область, БССР, СССР) — военный и государственный деятель Белоруссии, министр обороны Республики Беларусь (1995—1996, 2001—2009), генерал-полковник. С 9 по 16 ноября 2012 года — и. о. Председателя КГБ Республики Беларусь, с 2 ноября 2013 по 27 декабря 2016 года — председатель Государственного пограничного комитета Беларуси. Заслуженный специалист Вооружённых Сил Республики Беларусь (2002).

## Биография
В Советской армии с 1967 года.
В 1967 году окончил Минское суворовское военное училище, в 1971 году — Киевское высшее общевойсковое командное училище с отличием.
Служил в Группе советских войск в Германии: командир мотострелкового взвода, с 1972 года — командир мотострелковой роты, с 1974 года — командир мотострелкового батальона.
В 1979 году окончил Военную академию имени Фрунзе.
С 1979 года служил в Дальневосточном военном округе, заместитель командира мотострелкового полка, с 1980 года — командир учебного мотострелкового полка, с 1982 года — начальник штаба мотострелковой дивизии, с 1986 года — командир мотострелковой дивизии. С 1987 по 1990 годы — начальник окружного учебного центра подготовки младших специалистов в Дальневосточном военном округе (Чита). В 1992 году окончил Военную академию Генерального штаба в Москве (с отличием).
По окончании академии поступил в Вооружённые силы Республики Беларусь в 1992 году.
С 10 июля 1992 года — первый заместитель командующего 28-й общевойсковой армией, после её сокращения, с 7 апреля 1993 года — командир 28-го армейского корпуса.
С 10 августа 1994 года — начальник Главного штаба — первый заместитель Министра обороны Республики Беларусь.
С 10 октября 1995 года — Министр обороны Республики Беларусь.
1 ноября 1996 года со скандалом освобождён от должности Министра обороны Республики Беларусь «за проступок, дискредитирующий воинское звание офицера (появление в общественном месте в нетрезвом состоянии)».
В марте 1997 года решением Совета министров обороны государств—участников СНГ назначен первым заместителем начальника Штаба по координации военного сотрудничества государств—участников СНГ.
С 29 ноября 2000 года — заместитель Государственного секретаря Совета Безопасности Республики Беларусь .
С 24 сентября 2001 по 4 декабря 2009 года — Министр обороны Республики Беларусь .
С 4 декабря 2009 года — Государственный секретарь Совета безопасности Республики Беларусь
С 2 ноября 2013 года — председатель Государственного пограничного комитета.
С 5 апреля 2017 года — проректор по инновационной и научной работе Международного университета «МИТСО», проректором по инновационной и научной работе.
С 2 января 2019 года — директор института государственной службы Академии управления при Президенте Республики Беларусь.

## Награды
- Орден Воинской Славы (31 декабря 2008 года; единственный, по состоянию на 2017 год, кавалер этого ордена) — за образцовое исполнение служебных обязанностей[11][12]
- Орден «За службу Родине» I степени (Белоруссия, 10 ноября 2003 года) — за особые заслуги в укреплении обороноспособности Республики Беларусь, создании и освоении новой военной техники[13].
- Орден «За службу Родине в Вооружённых Силах СССР» 2 и 3 степени[14][15][16].
- Орден Дружбы (Россия, 2009 год)[17].
- медали.
- Заслуженный специалист Вооружённых Сил Республики Беларусь (26 июня 2002 года) — за образцовое исполнение воинского и служебного долга, высокое профессиональное мастерство и особые отличия, проявленные на комплексном оперативно-тактическом учении «Березина-2002»[18].
- Почётная грамота Национального собрания Белоруссии (30 сентября 2002 года) — за заслуги в развитии законодательства в области обеспечения национальной безопасности и межгосударственных связей в сфере военного сотрудничества[19].

## Воинское звание
- Генерал-полковник (высшее воинское звание в Беларуси);
- Л. С. Мальцев является единственным кавалером Ордена Воинской Славы Белоруссии.